# 40-я гвардейская танковая дивизия
40-я гвардейская танковая дивизия (сокр. 40 тд, в/ч № 15309) — тактическое соединение сухопутных войск СССР и Российской Федерации.
Полное действительное наименование — 40-я гвардейская танковая Померанская Краснознамённая, ордена Суворова дивизия.

## История
Дивизия ведёт свою историю от кавалерийского полка, созданного 15.04.1918 года г. Оренбург как 1-й Советский трудового казачества полк.
Позднее 1-й Оренбургский трудового казачества кавалерийский полк переформирован в кавалерийскую бригаду а затем в кавалерийскую дивизию.

### Боевой путь
В период Великой Отечественной войны дивизия входила в состав 2-го гвардейского кавалерийского корпуса

### После войны
13 октября 1945 года Директивой Генерального штаба ВС СССР от 13 октября 1945 года № Орг/1/600 2-й гвардейский кавалерийский корпус был расформирован.
К 1 декабря 1945 года согласно приказу НКО СССР № 0013 от 10.06.1945 года 17-я гвардейская кавалерийская Мозырская орденов Ленина, Суворова и Кутузова дивизия была преобразована в 28-ю гвардейскую механизированную дивизию, в состав которой вошли свёрнутые в полки бывшие 3-я, 4-я и 17-я гвардейские кавалерийские дивизии корпуса.
Директивой Генерального штаба от 13 октября 1945 года 90-й гвардейский механизированный полк (бывший 59-й гвардейский кавалерийский полк) унаследовал почётное наименование 17-й гвардейской кавалерийской дивизии — «Мозырская» и её ордена: Ленина, Суворова 2-й степени и Кутузова 2-й степени.
28-я гвардейская механизированная дивизия получила от 2-го гвардейского кавалерийского корпуса почётное наименование — «Померанская» и ордена Красного Знамени и Суворова и стала называться «28-я гвардейская механизированная Померанская Краснознамённая ордена Суворова дивизия».
В 1957 году 28-я гвардейская механизированная дивизия была переформирована в 40-ю гвардейскую танковую Померанскую Краснознамённую, ордена Суворова дивизию а её 90-й гвардейский механизированный полк переформирован в 225-й гвардейский танковый Мозырский ордена Ленина Краснознамённый орденов Суворова, Кутузова и Александра Невского полк. В 1990-е дивизия переформирована в отдельную часть сухопутных и береговых войск Краснознамённого Балтийского флота (войсковая часть 15309).

## Состав и вооружение
На начало 1991 г. 40-я гвардейская танковая дивизия была наиболее укомплектованным соединением 11-й гвардейской общевойсковой армии, имела развёрнутые танковые полки (танки Т-72), мотострелковый полк (на БТР-60), однако артиллерия соединения была свёрнута (как в артиллерийском полку, так и других полках дивизии).
- 225-й гвардейский танковый Мозырский ордена Ленина, Краснознамённый, орденов Суворова, Кутузова и Александра Невского полк (Советск)

93 Т-72; 35 БТР-60, 13 БМП (11 БМП-1, 2 БРМ-1К); 1 ПРП-4, 1 ИРМ, 1 БРЭМ, 4 Р-145БМ; 1 МТУ-20; 12 МТ-ЛБТ
- 233-й танковый Радомский орденов Кутузова и Суворова 2-й степени полк (Советск) (в/ч 28959)

93 Т-72; 36 БТР-60, 5 БМП (3 БМП-1, 2 БРМ-1К); 4 Р-145БМ; 1 БРЭМ; 12 МТ-ЛБТ
- 235-й гвардейский танковый Мозырский полк (Советск)

82 Т-72; 5 БТР-60, 12 БМП (10 БМП-1, 2 БРМ-1К); 4 Р-145БМ, 2 МТУ, 1 МТУ-20; 12 МТ-ЛБТ
- 75-й гвардейский мотострелковый полк (Советск)

31 Т-72; 93 БТР-60, 9 БМП (7 БМП-1, 2 БРМ-1К); 2 БМП-1КШ, 2 Р-145БМ; 1 МТУ-20
- 893-й самоходный артиллерийский полк (Советск)

12 БМ-21 «Град»; 1 ПРП-3, 1 ПРП-4, 3 — 1В18, 1 — 1В19, 1 Р-156БТР; 3 БТР-60
- 1044-й зенитный ракетный полк
- 80-й отдельный разведывательный батальон (Советск): 12 БМП (5 БМП-1, 7 БРМ-1К), 6 БТР-60; 2 Р-145БМ, 1 Р-156БТР
- 772-й отдельный инженерно-сапёрный батальон;
- 219-й отдельный батальон связи (Советск): 10 Р-145БМ, 1 Р-56БТР, 1 Р-137Б, 1 — ЗС88
- 1038-й отдельный батальон материального обеспечения;
- 141-й отдельный ремонтно-восстановительный батальон;

Всего на 19 ноября 1990 г. 40 гв. тд располагала: 299 танками Т-72, 178 БТР-60, 51 БМП (36 БМП-2, 15 БРМ-1К), 12 БМ-21 Град.

## Переформирование
В 1993 году дивизия переформировывается в 10-ю отдельную гвардейскую танковую бригаду Береговых войск Балтийского флота.
В 1997 году становится 196-й гвардейской базой хранения вооружения и техники (196 гв. бхвт).
В 2008 году — 196-я гв. бхвт расформирована.

## Командование
- 1945—1946 Курсаков, Павел Трофимович, генерал-майор
- 1946—1952 Белик, Пётр Алексеевич, полковник, с 1949 генерал-майор
- 1970—1973 Ряхов Анатолий Яковлевич, полковник, с 1972 генерал-майор, 1976 генерал-лейтенант, 1981 генерал-полковник
- 1982—1984 Раджибаев, Виликиян Юнусович, генерал-майор

## Награды и наименования
Получены при формировании от 2-го гвардейского корпуса
- «Гвардейская» — 26.11.1941 года — преобразован во 2-й гвардейский кавалерийский корпус.
- «Померанская» — почётное наименование присвоено в ознаменование одержанной победы и за отличие в боях при прорыве обороны немцев и овладении городами в Померании. Приказ Верховного Главнокомандующего № 065 от 5.04.1945 года.
- Орден Красного Знамени — за образцовое выполнение боевых заданий командования на фронте борьбы с немецкими захватчиками при форсировании реки Десна и проявленные при этом доблесть и мужество. Указ Президиума Верховного Совета СССР от 18.09.1943 года.
- Орден Суворова — за образцовое выполнение боевых заданий командования на фронте борьбы с немецкими захватчиками и проявленные при этом доблесть и мужество орденом Суворова II степени.

## Отличившиеся воины
- Несколько тысяч воинов награждены орденами и медалями, 13 удостоены звания Героя Советского Союза[1].

- сержант Ахмедов Ф., командир расчёта ПТР 61 г. в. кп. 17 гв. кд.
- рядовой Воронцов А. Н., пулемётчик 59-й гв. кп 17-й гв. кд.
- подполковник Гладков В. Д., командир 35 гв. кп; 17 гв. вд.
- подполковник Кратов Д. Н., -командир 250 гв. амп 17 гв. кд.
- капитан Лямин С. В., к-р батареи 250 гв. амп. 17 гв. кд.
- мл. лейтенант Никандров В. Н., к-р. взвода 189 тп. 17 гв. кд.
- сержант Плеханов Н. А., мех. водитель 189 тп. 17 гв. кд.
- рядовой Попов И. М., наводчик оруд. 35 гв. кп 17 гв. кд.
- лейтенант Распопов П. М., к-р взвода 59 гв. кп 17 гв. кд.
- лейтенант Савостин К. Д., к-р взвода 35 гв. кп 17 гв. кд.
- рядовой Силаев И. С., сабельник 61 гв. кп 17 гв. кд.
- капитан Слободян М. Л., парторг 59 гв. кп. 17 гв. кд.